# Коув (Арканзас)
Коув (англ. Cove) — місто (англ. town) в США, в окрузі Полк штату Арканзас. Населення — 319 осіб (2020).

## Географія
Коув розташований за координатами 34°26′21″ пн. ш. 94°25′32″ зх. д. / 34.43917° пн. ш. 94.42556° зх. д. (34.439045, -94.425528).  За даними Бюро перепису населення США в 2010 році місто мало площу 4,49 км², з яких 4,43 км² — суходіл та 0,06 км² — водойми. В 2017 році площа становила 4,20 км², з яких 4,14 км² — суходіл та 0,06 км² — водойми.

## Демографія
Згідно з переписом 2010 року, у місті мешкали 382 особи в 149 домогосподарствах у складі 100 родин. Густота населення становила 85 осіб/км².  Було 200 помешкань (45/км²). 
Расовий склад населення:
| - 91,9 % — білих - 1,3 % — корінних американців - 3,7 % — осіб інших рас |

До двох чи більше рас належало 3,1 %. Іспаномовні складали 5,8 % від усіх жителів.
За віковим діапазоном населення розподілялося таким чином: 26,4 % — особи молодші 18 років, 58,4 % — особи у віці 18—64 років, 15,2 % — особи у віці 65 років та старші. Медіана віку мешканця становила 36,3 року. На 100 осіб жіночої статі у місті припадало 97,9 чоловіків;  на 100 жінок у віці від 18 років та старших — 92,5 чоловіків також старших 18 років.
Середній дохід на одне домашнє господарство  становив 36 900 доларів США (медіана — 35 833), а середній дохід на одну сім'ю — 40 057 доларів (медіана — 37 917). Медіана доходів становила 27 857 доларів для чоловіків та 27 188 доларів для жінок. За межею бідності перебувало 22,9 % осіб, у тому числі 31,1 % дітей у віці до 18 років та 6,6 % осіб у віці 65 років та старших.
Цивільне працевлаштоване населення становило 148 осіб. Основні галузі зайнятості: освіта, охорона здоров'я та соціальна допомога — 27,0 %, роздрібна торгівля — 22,3 %, виробництво — 18,9 %.